# Duane Eddy
Pour les articles homonymes, voir Eddy.
 (février 2024).
Si vous disposez d'ouvrages ou d'articles de référence ou si vous connaissez des sites web de qualité traitant du thème abordé ici, merci de compléter l'article en donnant les références utiles à sa vérifiabilité et en les liant à la section « Notes et références ».
Duane Eddy, né le 26 avril 1938 à Corning dans l'État de New York et mort le 30 avril 2024 à Franklin (Tennessee), est un guitariste américain de rock 'n' roll.
Ses riffs exécutés sur les cordes graves de la guitare, avec une forte réverbération, sont caractéristiques du fameux twang (en) propre à la musique country. Son jeu n'est simpliste qu'en apparence, et l'influence de Duane Eddy sur le rock et la pop est loin d'être négligeable. Duane Eddy excelle aussi dans le finger style, à la façon de Chet Atkins. Il a été redécouvert dans les années 1980 grâce à un échantillonnage du thème de Peter Gunn par le groupe Art of Noise.

## Biographie
Duane Eddy commence à jouer de la guitare à l'âge de cinq ans. En 1951, sa famille déménage à Tucson, puis à Coolidge, dans l'Arizona. À l'âge de 16 ans, il obtient une guitare Gretsch modèle Chet Atkins et forme le duo Jimmy et Duane avec son ami Jimmy Delbridge (qui enregistrera plus tard sous le nom de Jimmy Dell). Alors qu’ils se produisent à la station de radio locale KCKY, ils rencontrent le disc-jockey Lee Hazlewood. Celui-ci produit le single du duo, Soda Fountain Girl, enregistré et commercialisé en 1955 à Phoenix (Arizona). Hazlewood produit ensuite The Fool, le hit de Sanford Clark en 1956, mettant en vedette le guitariste Al Casey, tandis qu'Eddy et Delbridge jouent pour les stations de radio de Phoenix avant de rejoindre les Western Melody Boys de Buddy Long, jouant de la musique country dans et autour de la ville.
Duane Eddy met au point une technique permettant de jouer du lead sur les cordes de basse de sa guitare afin de produire un son grave et « réverbérant ». En novembre 1957, Eddy enregistre un instrumental, Movin 'n' Groovin', co-écrit par Hazlewood et lui. Comme le studio Phoenix n'avait pas de chambre d'écho, Hazlewood achète un réservoir de stockage d'eau de 2 000 gallons (7 570 litres) qu'il utilise comme chambre d'écho pour accentuer le son « twangy » de la guitare. En 1958, Eddy signe un contrat d’enregistrement avec Lester Sill et Lee Hazlewood pour enregistrer à Phoenix au studio Audio Recorders. Sill et Hazlewood concèdent les bandes de tous les singles et albums au label Jamie Records, basé à Philadelphie.
Movin 'n' Groovin' atteint le numéro 72 du Billboard Hot 100 au début de 1958; le riff d'ouverture, emprunté à Brown Eyed Handsome Man de Chuck Berry, sera lui-même copié quelques années plus tard par les Beach Boys dans Surfin 'U.S.A.. Le single suivant, Rebel 'Rouser, met en vedette le saxophone superposé du musicien de session de Los Angeles Gil Bernal, et les hurlements et les applaudissements du groupe doo-wop The Rivingtons. Le morceau, qui atteint le 6e rang au classement Billboard Hot 100, permet à Eddy de percer. Il se vend à plus d'un million d'exemplaires, ce qui vaut à Eddy son premier disque en or.

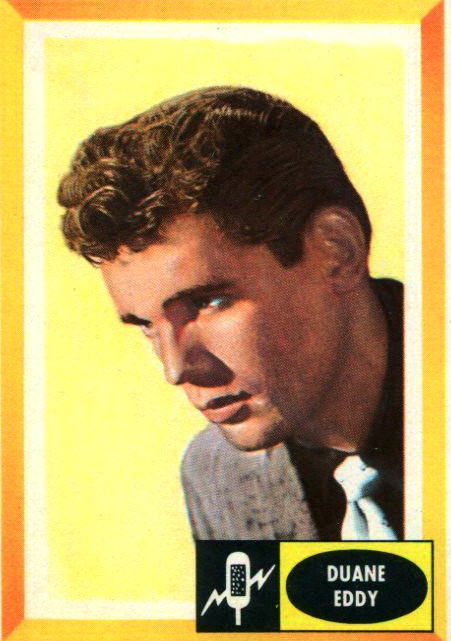
Duane Eddy en 1960.

Plusieurs succès s'enchaînent au cours des années suivantes. Les membres de son groupe, y compris Steve Douglas, le saxophoniste Jim Horn et le claviériste Larry Knechtel continueront à travailler pour Phil Spector sous l'appelation Wrecking Crew. Selon l'auteur Richie Unterberger, les singles (Peter Gunn, Cannonball, Shazam et  'Forty Miles of Bad Road étant probablement les meilleurs) ont également contribué à préserver l'esprit rugueux du rock & roll, à un moment où il risquait d'être édulcoré. Le 9 janvier 1959, le premier album d'Eddy, Have 'Twangy' Guitar Will Travel, sorti, atteignant le numéro 5 et restant dans les charts pendant 82 semaines. Sur son quatrième album, Songs of Our Heritage (1960), Eddy passe à la guitare acoustique et au banjo. Le plus grand succès d'Eddy est venu avec le thème du film Because They're Young en 1960, qui comporte un arrangement pour cordes et atteint le 4e rang des ventes aux États-Unis et le 2e rang au Royaume-Uni en septembre 1960. C'est devenu son deuxième disque vendu à un million d'exemplaires. Les disques d'Eddy ont toujours plus de succès au Royaume-Uni que dans son pays d'origine, et en 1960, les lecteurs du NME britannique lui ont attribué le titre de personnalité musicale numéro un au monde, éliminant Elvis Presley.
En 1960, Duane Eddy signe un contrat directement avec Jamie Records, contournant Sill et Hazlewood. Cela provoque une rupture temporaire entre Eddy et Hazlewood. Le résultat fut que pendant la durée de son contrat avec Jamie, Duane Eddy produisit ses propres singles et albums.
Duane Eddy et les Rebels sont devenus des invités récurrents du Dick Clark Show.

## Discographie

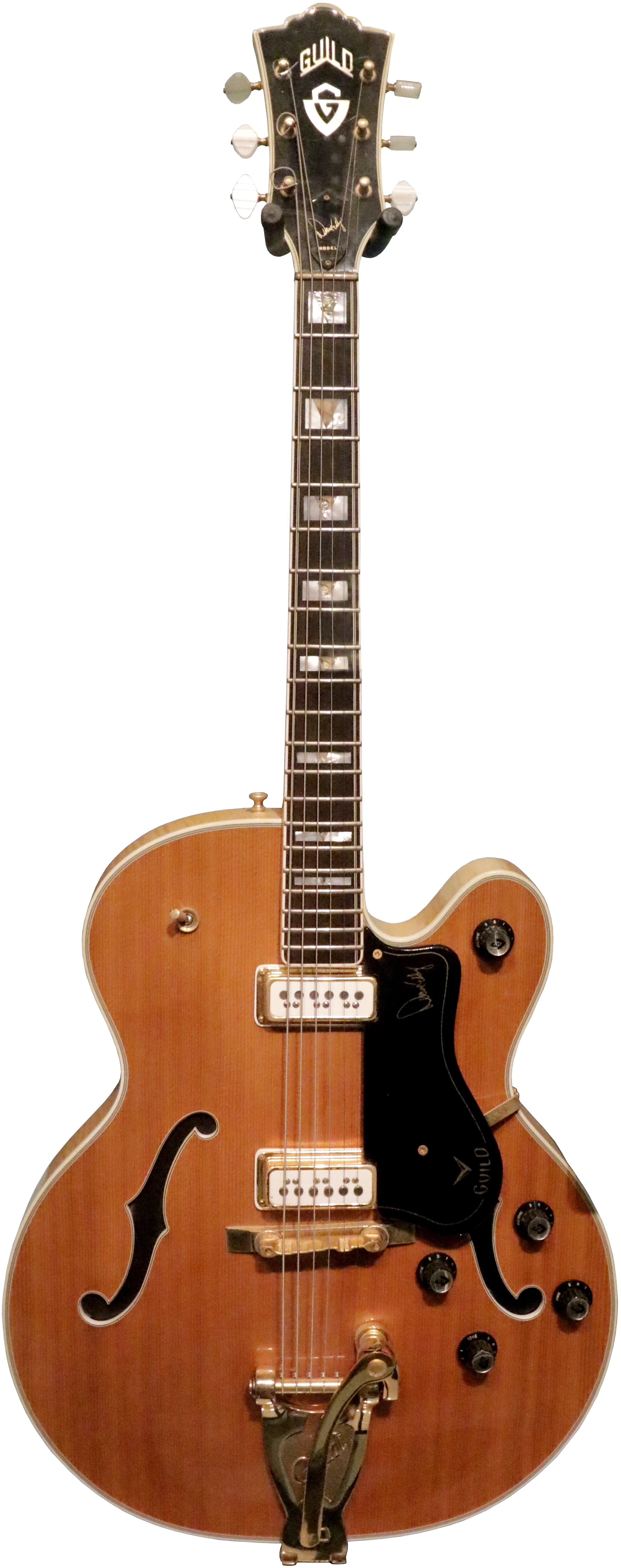
Guitare Guild ayant appartenu à Duane Eddy (Rock and Roll Hall of Fame, Cleveland, Ohio)

### Albums
- 1958 Have twangy Guitar-Will Travel (Jamie / Guyden)
- 1959
  - Especially for You (Jamie / Guyden)
  - The Twang's the Thang (Jamie)
- 1960
  - Shazam [EP] (Jamie)
  - Songs of Our Heritage (Jamie / Guyden)
- 1961 Girls! Girls! Girls! (Jamie)
- 1962
  - Twangy Guitar, Silky Strings (RCA / Victor)
  - Twistin' & Twangin' (RCA)
  - Twistin' Duane Eddy (Jamie)
- 1963
  - Duane Eddy in Person (Jamie)
  - Surfin' (Jamie)
  - Twang a Country Song (RCA / Victor)
  - Twangin' Up a Storm (RCA / Victor)
- 1964
  - Lonely Guitar (RCA / Victor)
  - Water Skiing (RCA / Victor)
- 1965
  - Duane A-Go-Go (Colpix)
  - Duane Does Dylan (Colpix)
  - Twangin' the Golden Hits (RCA)
  - Twangsville (RCA / Victor)
- 1966 The Biggest Twang of Them All (Reprise)
- 1967 The Roaring Twangies (Reprise)
- 1979 Duane Eddy [1979] (RCA)
- 1987 Duane Eddy & the Rebels (Capitol) avec Paul McCartney, Ry Cooder, Jeff Lynne, Jim Keltner, George Harrison, Steve Cropper

### Compilations
- 1960
  - $ 1,000,000 Worth of Twang (Motown)
  - Have 'Twangy' Guitar-Hill Travel / $ 1,000,000 Worth of Twang (Motown)
- 1962 $ 1,000,000 Worth of Twang Vol. 2 (Jamie)
- 1963 Dance with the Guitar Man (RCA / Victor)
- 1964 16 Greatest Hits (Jamie)
- 1965 The Best of Duane Eddy (RCA)
- 1975
  - Legend of rock, vol. 3 (Rare Items) (London Records)
  - Vintage Years (Sire)
- 1977 Pure Gold (RCA)
- 1978
  - Collection (Pickwick Records)
  - Guitar Man [MFP] (Hallmark Records)
- 1979 Oldies But Goodies (Teldec)
- 1981 20 terrific Twangies (RCA)
- 1983 The Fabulous Duane Eddy (Cambra)
- 1984 Rebel Rousin' (Magnum Force)
- 1986
  - Forever (RCA)
  - Shazam (Premier)
- 1988
  - Compact Command Performances (Motown)
  - Diamond Series (Diamond)
- 1989 The Guitar Man : 20 Classic Tracks (Performance)
- 1991 Greatest Hits (Ronco)
- 1993
  - 2Gether on 1, Vol.2 (RCA)
  - Twang Thang : Anthology (Rhino)
  - The Best of RCA Years : Hits and Rarites (RCA)
- 1994 Twangin' from Phoenix to L.A. (Bear Family)
- 1995
  - That Classic Twang (Bear Family)
  - Rebel Rouser (Sony)
  - 2Gether on 1, Vol.3 (RCA)
  - 2Gether on 1, vol.4 (RCA)
  - Duane Eddy : His Twangy Guitar & The Rebels (See for Miles)
  - Especially for You / Girls! Girls! Girls! (Bear Family)
- 1996
  - Greatest Hits [DJT] (DJ Specialist)
  - Ghostrider / Great Guitar Hits (Curb)
- 1997 Roots Of Rock'N'Roll, Set #1 (CRG)
- 1998
  - Rebel Rouser : Root of Rock'N'Roll (Columbia Records)
  - Dance with the Guitar Man / Twistin' & Twangin' (One Way)
  - The Best of Duane Eddy / Lonely Guitar (One Way)
  - Twangin' the Golden Hits / Twang a Country  Song (One Way)
  - Twangsville / Twangin' up a Storm (One Way)
  - Duane A-Go-Go / Duane Does Dylan (Collectables)
  - Twangy Guitar, Silky Strings / Water Skling (One Way)
- 1999
  - The Best Duane Eddy (Curb)
  - The RCA Years : 1962-1964 (Bear Family)
- 2000 The Guitar Man (Planet Media)
- 2001
  - Dance With the Guitar Man : 18 Greatest Hits (Prism Leisure)
  - Peter Gunn (Hallmark Records)
  - Movin'N'Groovin' (London Records)
- 2002
  - Duane Eddy (Capitol)
  - The Biggest Twang of Them All / The Roaring... (Collectables)
- 2004 The Best of Duane Eddy (BMG)
- 2005 The Guitar Man (American Legends)